# Le Dissident (chanson)
Pour les articles homonymes, voir Le Dissident.
Singles de Alain Meilland
Les Travailleurs de la nuit
(1978) Allumette
(1984)
Le Dissident était, à l'origine, un texte dit par le personnage Marius Jacob, dans le spectacle Les Travailleurs de la nuit de Maurice Frot et Alain Meilland. Ce n'est que dans un deuxième temps que les auteurs décidèrent d'en faire une seconde version qu'Alain Meillans interprétait lors de ses tours de chant et qui fit l'objet de l'enregistrement d'un single.

## Le single
1978 - Alain Meilland chante deux textes coécrits avec Maurice Frot pour le spectacle "Les Travailleurs de la Nuit".
Mis en musique et accompagnés par Paul Castanier, ils sont enregistrés en public

### Musicien
- Paul Castanier : piano

### Fiche technique
- Enregistré en public le 18 mai 1978
- A Saint-Flour concert organisé par l'Association "Comme à la Radio"
- Pochette : 
  - recto : Photo Joseph Dell'Ollio
  - verso : Texte d'Alain Meilland
- Régie d'enregistrement : Philippe Tourancheau
- Prise de son : Gérard Canaudin
- Mixage : Philippe Tourancheau
- Montage et gravure : Patrick Castagnetti
- Promotion : Béatrice Soulé - Nicole Higelin
- Réalisation artistique : Daniel Colling
- Édité et produit par :  ECOUTE S'IL PLEUT

49, rue Vercingétorix 75014 Paris.
- Distribution :  ECOUTE S'IL PLEUT

49, rue Vercingétorix 75014 Paris.
- Référence : disque 45 T . stéréo N° E.S.P. 457805001

## Face 1
1. La chasse à l'homme (Maurice Frot - Alain Meilland – Paul Castanier) 3 min 35 s

## Face 2
1. Le dissident (Alain Meilland - Maurice Frot – Paul Castanier) 5 min 45 s